# Kaliema Antomarchi
Kaliema Antomarchi (née le 25 avril 1988) est une judokate cubaine concourrant dans la catégorie des moins de 78 kg. Elle est détentrice d'une médaille mondiale, et de quatre dans des compétitions continentales, dont un titre aux championnats paaméricains.

## Palmarès

### Compétitions internationales
| Année | Compétition                | Lieu         | Résultat | Catégorie      |
| ----- | -------------------------- | ------------ | -------- | -------------- |
| 2009  | Championnats panaméricains | Buenos Aires | 1re      | Moins de 78 kg |
| 2015  | Championnats panaméricains | Edmonton     | 3e       | Moins de 78 kg |
| 2016  | Championnats panaméricains | La Havane    | 3e       | Moins de 78 kg |
| 2017  | Championnats panaméricains | Panama       | 2e       | Moins de 78 kg |
| 2017  | Championnats du monde      | Budapest     | 3e       | Moins de 78 kg |

Dans les compétitions par équipes :
| Année | Compétition           | Lieu              | Résultat |
| ----- | --------------------- | ----------------- | -------- |
| 2011  | Championnats du monde | Paris             | 3e       |
| 2012  | Championnats du monde | Salvador de Bahia | 3e       |

### Tournois Grand Chelem et Grand Prix
| Année | Compétition       | Lieu   | Résultat | Catégorie      |
| ----- | ----------------- | ------ | -------- | -------------- |
| 2017  | Grand Prix Cancun | Cancun | 3e       | Moins de 78 kg |
| 2018  | Grand Prix Cancun | Cancun | 3e       | Moins de 78 kg |
| 2018  | Grand Slam Osaka  | Osaka  | 2e       | Moins de 78 kg |